# 검로드
검로드(Gumroad)는 크리에이터가 자신의 관객에게 직접 제품을 판매할 수 있게 하는 전자 상거래 플랫폼이다. 이 플랫폼은 사힐 라빙기아가 2011년에 설립했으며 캘리포니아주 샌프란시스코에 기반을 두고 있다.

## 역사

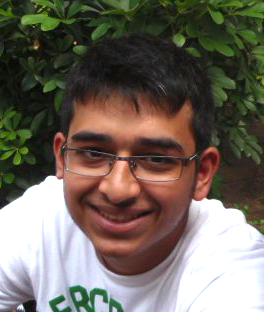
2010년 설립자 사힐 라빙기아

검로드는 이전에 핀터레스트와 Turntable.fm의 디자이너였던 사힐 라빙기아에 의해 2011년에 설립되었다. 라빙기아는 자신이 디자인한 아이콘을 팔고 싶었을 때, 아이템을 소비자에게 직접 판매하는 데 드는 노력이 상당하다는 것을 깨닫고 플랫폼 아이디어를 얻었다. 2012년 2월, 검로드는 110만 달러의 시드 투자를 발표했다. 3개월 후 클라이너 퍼킨스 (KPCB)는 700만 달러의 시리즈 A 투자를 주도했다.
2014년 9월 8일, 트위터는 검로드와의 파트너십으로 구매하기 버튼을 출시했지만, 구매하기 버튼과 검로드의 파트너십은 2017년 1월 7일에 중단되었다. 2014년 9월 30일, 검로드는 아이폰 앱을 출시했다.
2024년 3월, 검로드는 스트라이프와 페이팔의 압력으로 플랫폼에서 성적으로 노골적인 콘텐츠 판매를 금지했다.

## 검로드의 크리에이터
다양한 주요 및 독립 음악가들, 영화 배급사들, 그리고 작가들이 검로드에서 콘텐츠를 배포하거나 제품을 판매했다.

## 같이 보기
- 오픈 마켓
- 온라인 쇼핑
- 디지털 배급
- 미국에서 이용 가능한 온라인 마켓플레이스